# Stormningen av Wüstrow
Stormningen av Wüstrow var en mindre strid under trettioåriga kriget. Efter stormningen av Ribnitz lät Gustav II Adolf sina soldater vila i området ungefär en månad, med undantag av Wüstrows intagande. Den 2 oktober förde han 1000 musketörer över bodden Saaler Bodden i båtar med avsikt att erövra skansen vid Wüstrow. Dagen därefter stormades skansken utan förluster och de fientliga soldaterna tillfångatogs. Den 4 oktober återkom svenskarna till Ribnitz.